# Неоколониализъм
Неоколониализъм е система от неравноправни икономически и политически отношения със страните, освободили се от колониалното господство и встъпили на пътя на самостоятелното развитие.
В резултат на ликвидацията на колониалната система в основни линии е завършено териториалното преразпределение на света. Неоколониализъм е борба за икономическо преразпределение на света, за създаване на нови политически, икономически и военно-стратегически сфери и зони на влияние.
Факторите, обуславющи неоколониализма се считат за последствие от научно-техническата революция и научно-техническите постижения на различните страни.
Неоколониализмът, в частност, е предоставянето на кредити и субсидии (чрез международни финансови организации) с цел подчиняване икономиката на страните, вмешателство във вътрешните им работи, организация на преврати и „революции“, подклаждане на национални разногласия, спекулации с понятието демокрация, права на човека, свобода на словото и военен натиск и интервенция.